# SM-102

SM-102

SM-102 (гептадекан-9-ил 8 — ((2-гидроксиэтил) (6-оксо-6- (ундецилокси) гексил) амино) октаноат) —  ионизируемый аминолипид, который используется в сочетании с другими липидами в образовании липидных наночастиц. Составы, содержащие SM-102, были использованы при разработке липидных наночастиц для доставки вакцин на основе мРНК.
SM-102 является одним из компонентов вакцины Moderna COVID-19.
Вещество SM-102 в каталоге химических продуктов предлагается в виде раствора в хлороформе в качестве стабилизирующей среды. Такие растворы требуют чтобы паспорт безопасности вещества включал в себя и степени опасности растворителя. 19 мая 2021 года Cayman Chemical Company, производитель SM-102, опубликовала заявление, в котором отмечалось, что доступно несколько марок SM-102. Далее в их заявлении подтверждается, что липид, предназначенный для использования в качестве активного фармацевтического ингредиента, произведен в соответствии с правилами надлежащей производственной практикой (GMP). Также, по словам доктора Николаса Дэвидсона, врача и липидного биолога Вашингтонского университета в Сент-Луисе, хлороформ используется в качестве растворителя для SM-102 во время транспортировки и хранения этого ингредиента, однако в состав вакцины не входит.